# Ljubomir Radovanović (političar)
Ljubomir Radovanović (Niš, 16. jul 1894 — 1975) bio je pravnik, ambasador u Državnom sekretarijatu za inostrane poslove, član Fakultetskog saveta Pravnog fakulteta u Beogradu.

## Biografija
Pravni fakultet završio 1918 u Poitiersu, Francuska. Od 1919 do 1924 bio pisar i sekretar Državnog saveta, od 1924 do 1948 advokat u Beogradu, od 1948 do 1963 je u službi Državnog sekretarijata za inostrane poslove.
Prišao 1919 republikanskoj grupi Mihaila Ilića i s njime uređivao njen list Republiku. Kada se grupa spojila sa republikanskim krilom bivše stranke Samostalnih radikala (Jaša Prodanović) u Republikansku demokratsku stranku (1920), bio je član njenog glavnog odbora i urednik Republike; kasnije se povukao iz Glavnog odbora, zajedno sa Mihailom Ilićem.
Bio jedan od osnivača izdavačke zadruge Politika i društvo (1937), koja je okupila izvestan broj intelektualaca građanske levice, izdavala biblioteku Politika i društvo (1937-1941) i nedeljni politički list Napred čiji je bio glavni urednik (1938-1941).
Učestvovao u Prvom svetskom ratu, 1941-45 bio u zarobljeništvu u Nemačkoj. Objavio veći broj knjiga i radova iz ustavnog, administrativnog i međunarodnog javnog prava.
Posle 1945 bavi se naročito publicističkim radom iz oblasti međunarodnog javnog prava i međunarodnih odnosa.

## Odlikovanja
- Orden Jugoslovenske zastave I reda
- Orden bratstva i jedinstva I reda
- Velika lenta Etiopske zvezde
- Feniks I reda (grčko odlikovanje)

## Literatura
- Vojna enciklopedija (knjiga sedma), Beograd 1974. godina
- Ko je ko u Jugoslaviji, Beograd 1957. godina